# この子の七つのお祝いに
『この子の七つのお祝いに』（このこのななつのおいわいに）は、斎藤澪の小説。第一回横溝正史ミステリ大賞を受賞した。単行本は角川書店から1981年に発売。

## 書籍
- この子の七つのお祝いに（1981年5月14日発売、四六判、単行本 ISBN 9784048723077）[1]
- この子の七つのお祝いに（1982年7月16日発売、B4変形判、新書 ISBN 9784047727021）[2]
- この子の七つのお祝いに（1984年10月17日発売、文庫判、文庫 ISBN 9784041597019）[3]

## 映画
同小説を原作として1982年10月9日に公開された日本映画。主演は岩下志麻。増村保造が監督を手掛けた最後の作品でもある。

### あらすじ
昭和25年頃、東京都大森の古い木造アパートで真弓と娘の麻矢が2人きりで住んでいた。真弓は麻矢に「お父さんは私達を捨てた悪い人。恨みなさい、憎みなさい。大きくなったら必ず仕返しをしなさい。絶対に許しては駄目。」と毎日毎晩教え込み、虐待していた。そして麻矢が7歳の正月、真弓は彼女に晴れ着を着させた後、手首と頚動脈を切って自殺した。
昭和57年7月26日の晩、東京の住宅街で池畑良子という無職の女が、刃物で頸動脈を切られた上、数か所を刺されるという残忍な手口で殺された。初め警察は、殺害方法や被害者の派手な男性関係から犯人を男とみていたが、その後、現場に残されていたケーキをもとに聞き込みをしたところ、死亡推定時刻直前にケーキを買っていたサングラスの女の存在が浮上し、犯人は女と断定された。
元新聞記者のフリーライター・母田耕一は、殺された池畑から、次期総裁候補と噂される大蔵大臣の秘書・秦一毅や、その内縁の妻・『青蛾』こと麗子についての秘密を教えてもらう約束をしていた。青蛾は奇妙な手形占いを行う占い師であり、高い的中率を誇ることから大物政治家や財界人が押しかけ、そのおかげで秦は裏で大蔵大臣を操る程の実力者にのし上がっていた。しかしそれを前に池畑が殺害されたため、秦と青蛾が事件に関係していると睨む。母田は調べを進め、自身が新聞記者だった頃の後輩・須藤洋史が行きつけにしているバーで、彼と事件についての情報交換をした。
母田は秦の過去を調べるうちに、その秘密が会津にあることを突き止め、現地に足を向けるものの、帰京後すぐに殺されてしまう。警察は自殺だと断定するが、須藤は母田の取材ノートから会津の件が消えていることで他殺だと気づく。須藤にとっての母田は、駆け出しのころに取材の"いろは"を教えてくれた恩人だった。須藤は母田の遺志を継ぎ、危険を覚悟の上で事件の捜査を始めるが、会津で犯人に関する事実を知った矢先に、青蛾惨殺の報を受ける。
その頃、成長した麻矢は、ようやく父であるホテル王・高橋佳哉を見つけ出していた。須藤らが通っていたバーのママ・ゆき子こそが、麻矢その人だったのである。麻矢は復讐を果たすべく、子供の頃に住んでいた木造アパートに高橋を呼び出す。そこに同行した須藤の前で、麻矢は高橋が自分の父であり、母と自身を捨てたのだと語る。池畑と青蛾、母田を殺したのも麻矢であり、それは高橋を探す過程で起こったことであった。なかでも母田は、会津で事件の真相を知っていたが、ゆき子＝麻矢を愛するがゆえに、あえて殺されたのだった。
しかし、そこで麻矢は高橋の口から思いがけない事実を知り、愕然となる。かつて真弓と高橋との間に生まれた娘・麻矢は、生まれてふた月と経たない頃、真弓が少し目を離した隙にネズミに顔中を齧られたうえ、喉を喰いちぎられて死亡していた。ショックのあまり精神を病んだ真弓は、日に日に異常な言動が目立つようになり、それに身の危険すら感じた高橋は、生き別れの妻・みやこと再会したのを機に、金を渡して真弓の元を去ったのである。しかし完全に正常な思考や判断が出来ない狂人と化した真弓は、高橋とみやこの間に生を受けた娘・きえを盗み出して、復讐の道具に仕立て上げた。その娘こそが「麻矢」として育った、ゆき子であった。
最初は高橋の話を否定するゆき子だったが、調査の過程で「本当の麻矢」が死亡していたことを知った須藤に、アルバムと犯行現場の彼女の手型を鑑定するよう勧められる。自身が「麻矢」ではないことを悟ったゆき子は、事実に耐え切れずに精神が崩壊してしまい、真弓が歌っていた「通りゃんせ」を口ずさむ。

### キャスト

#### 主なキャスト
倉田ゆき子
演 - 岩下志麻
バー「往来(ゆき)」のママ。一連の事件の犯人。亡き母・真弓に母と娘である自分を捨てた父親に復讐するよう、吹き込まれその復讐を実行しようとしていた。実は真弓の本物の娘・麻矢は生後2か月足らずでネズミに顔を噛られた上、喉を食いちぎられて死亡。以来、精神のバランスを崩した真弓に金を渡し彼女の元を去った高橋と、高橋が再会した生き別れの妻「みやこ」との間に「きえ」として生を受けるも、真弓に誘拐され「麻矢」として育てられていたという、思いも寄らない秘密があった。
須藤洋史
演 - 根津甚八
新聞記者。母田の後輩であり、彼をジャーナリストとして尊敬している。母田の死に疑問を抱き、途中から新聞社を辞めて柏原の雑誌社で記者として働き始め、母田の足取りを追って真相に辿り着く。ゆき子に惚れていて店によく通っているが、素っ気ない態度に嘆いている。
母田耕一（おもだこういち）
演 - 杉浦直樹
須藤の先輩で、政財界の闇を暴こうとするルポライター。政界を操る謎の占い師・青蛾と池畑殺しの取材活動に須藤を誘う。数年前から発作的に体中の関節に激しい痛みが起こるという持病に悩まされる。謎の殺人事件を追うが、会津から戻った直後に殺される。
真弓
演 - 岸田今日子
麻矢の母。自身と幼い麻矢を捨てた夫に激しい憎悪の念を抱く。毎晩麻矢に夫への憎しみを語り、大人になったら探しだして復讐するように言い聞かせる。暗く陰気な性格の女。病弱で晩年はほぼ床に伏した生活を送り、麻矢が7つになった正月に自殺する。
しかし実際の麻矢は生後2か月足らずでネズミに顔を噛られ、喉を食いちぎられて死亡。
間もなく精神を病み、高橋からは金を渡され別れていた。
その後高橋と再会した彼の生き別れの妻「みやこ」との間に生まれた「きえ」を誘拐し、自分の娘「麻矢」として育てていた。
青蛾（せいが） / 麗子（れいこ）
演 - 辺見マリ
秦一毅の内縁の妻で占い師。古屋源七の大勢いた妾の子。麻矢（きえ）の友人であるため、彼女の生い立ちと父親に対する恨みを理解して父親捜しを協力していた。復讐を思い留まらせようとするものの、説得は届かずに殺されてしまう。
秦一毅（はたいっき）
演 - 村井国夫
保守党次期総裁候補・礒崎大蔵大臣の第一秘書。表向きは磯崎の秘書であるが、実際は青蛾の占いの力を借りて裏で磯崎を操っている存在。作中では青蛾と数人のお手伝いやペットの犬と豪邸で暮らす。
元々はキャリア官僚で、大物政治家の娘と結婚して出世を目論んでいたが結婚に失敗している。
高橋佳哉
演 - 芦田伸介
実業家で、日本各地にホテルを持つホテル王として知られる人物。終戦直後、上海の軍事工場で中国人を重労働させていたことから中国軍のブラックリストに載ったため、現地で行方不明となっていた日本軍兵士の「高橋道夫」の名前を偽名として名乗り、真弓と偽装夫婦になって引き揚げてきた。偽装夫婦だったとはいえ、それでも真弓との間に娘・麻矢を儲けて幸福だったが、ふた月と経たずに娘を失ったことで真弓は精神を病み、夫婦生活は破綻してしまう。
そんな中で偶然再会した生き別れの妻・みやことやり直そうとし、真弓に金を渡して別れるが、2人目の娘・きえを真弓に誘拐されてしまう。その1年後、悲しみのあまりみやこは他界してしまい、それ以降悲しみを忘れるために仕事に打ち込んできた。

#### その他のキャスト
池畑良子
演 - 畑中葉子
秦一毅の屋敷の元家政婦。青蛾が探している男の手形を盗んで、母田から高い取材費をせしめようとする。手形占いの裏事情をばらそうとしたため、麻矢に殺される。
渋沢刑事
演 - 室田日出男
池畑殺しの事件を捜査する刑事。池畑事件の現場の洋服ダンスについた手形などから、犯人は女だと推理する。
阿久津刑事
演 - 小林稔侍
渋沢の部下で共に事件を追う。生前池畑は、複数の男たちと体の関係を持ち、殺された動機は痴情のもつれと推理する。
柏原
演 - 神山繁
母田が勤める月刊雑誌社の編集長。池畑殺しの取材を続ける母田に、深入りしすぎて殺されるなと釘を刺す。母田の葬儀の場では新聞社を辞めた須藤に雇ってくれるよう依頼され、彼にも母田と同じ運命を辿るのではないかと思い釘を刺すが、須藤の覚悟を聞いて雇うことを決め、古屋の情報を提供する。
古屋源七
演 - 名古屋章
青蛾（麗子）の実父。バー「ヌーボー」のオーナー。昔自身に複数の妾がいたことは棚に上げて、麗子について「ホステスだった母親に似て尻の軽い女」などと評する。
結城昌代
演 - 中原ひとみ
会津で漆工房を営む女性。嘗て真弓と同じ木造アパートで生活していたことがあり、真弓の自殺後は遺された麻矢を引き取り、共に戻って会津で育てた。父親への復讐を願う麻矢の身を案じる。
飯島
演 - 戸浦六宏
食品会社の社長。過去に一毅が一時大蔵省の職員の仕事を離れた後にこの会社で重役として勤めていた。取材に訪れた母田に当時の一毅の人となりを話す。
生松（おいまつ）
演 - 坂上二郎
ラブホテルのオーナー。終戦後はバラックに住みながら引揚者の面倒を見ていた人物で、高橋の過去を知っている。高橋が真弓と麻矢を捨てた最低の男だと思い込んでいた須藤に、本当の麻矢はネズミに殺されたことを教えて思い込みによる誤解を解いた。

### スタッフ
- 原作：斎藤澪
- 監督：増村保造
- 脚本：松木ひろし、増村保造
- 製作：角川春樹
- プロデューサー：岡田裕介、中川完治
- 撮影：小林節雄
- 美術：間野重雄
- 照明：川崎保之丞
- 音楽：大野雄二
- 録音：井家眞紀夫
- 編集：中静達治
- 助監督：近藤明男
- 音響効果：佐々木英世
- スチール：清水紀雄
- 製作協力：オフィス・ヘンミ
- 松竹 = 角川春樹事務所提携作品
- 配給：松竹

### 製作
岡田裕介は「オフィス・ヘンミのプロデューサーとして（本作を）プロデュースした」と述べている。

### 映像ソフト
| 発売日         | レーベル          | 規格    | 規格品番  | 備考                                               |
| -------------- | ----------------- | ------- | --------- | -------------------------------------------------- |
| 1985年6月21日  | 松竹              | VHS     | SE-0772   |                                                    |
| 2011年11月23日 | SHOCHIKU Co.,Ltd. | DVD     | DB-5554   | 『あの頃映画 松竹DVDコレクション』の第1弾          |
| 2015年8月5日   | 松竹              | Blu-ray | SHBR-0323 | あの頃映画 the BEST 松竹ブルーレイ・コレクション』 |